# Torre Zumeltzegi

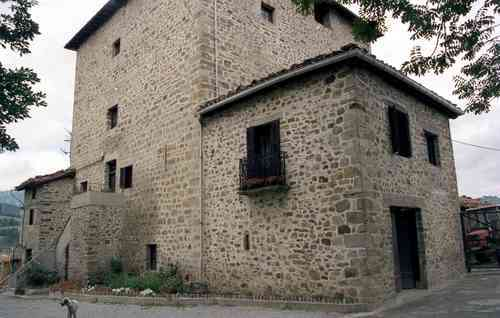
Foto tomada en 1994

La  torre Zumeltzegi está en la villa guipuzcoana de Oñate en el País Vasco, España. Es la torre o casa fuerte de la familia Vélez de Guevara como Condes de Oñate, condición cuya primera referencia en los documentos regios es de 1489. Esto no quita para que la torre pueda ser anterior o que en su lugar existiera otra torre, circunstancia que podrá ser conocida una vez sea eliminado el anexo a la torre en el frente norte; en todo caso al saberse que dicho acceso es apuntado, podemos decir que la torre es anterior a 1530.
Tipológicamente, la Torre responde al tipo de torre salón, caracterizado por contar con un acceso, normalmente mediante un patín exterior, a la planta noble que resultaba totalmente ocupada por una gran sala; excepcionalmente esta sala puede encontrarse en planta segunda y ser doble como resulta ser el caso.
Las dimensiones de la torre, su proporción vertical, la existencia de varias saeteras y sobre todo el gran espesor de sus muros, hasta 1,8 m en la planta baja, nos permiten hablar de un edificio con clara vocación defensiva, contrariamente a otras muchas supuestas torres que resultan ser residencias rurales semipalaciegas del siglo XVI.
El edificio, tal como hoy lo conocemos, está caracterizado por varios momentos históricos diferenciados y bien definidos. Así, el primero sería anterior a 1530 y correspondería al momento de la construcción de la torre, a la que podemos ligar sus fuertes muros y saeteras, así como el acceso ojival de la planta baja.
El segundo momento histórico que define la torre, son las décadas centrales del siglo XVII, momento al que corresponde gran parte, si no toda la estructura de la planta bajocubierta, como ponen de manifiesto los ensamblajes aún existentes en cola de golondrina, que siendo rectos y poco apuntados denotan una época tardía para dicha solución. Podemos suponer que tal refacción alcanzaría a la totalidad de la cubierta. Por otra parte, sería motivo de estudio el comprobar si los vanos de asiento existentes en las diversas plantas, así como el previsible recrecido de los muros perimetrales, tal como parecen sugerir la disposición de las gárgolas existentes, corresponden a este momento.
Otro momento histórico para la torre se da a mediados del siglo XIX, en el que se procede a la venta y liquidación de los bienes condales pasando la torre a ser un establecimiento agropecuario, lo que posibilita la aparición de diversos añadidos para dar cobertura a dicho uso.